# Forte come la morte
Forte come la morte, (in francese Fort comme la mort) è il quinto romanzo di Guy de Maupassant pubblicato da Paul Ollendorff nel maggio 1889. Il titolo è una citazione del Cantico dei cantici.

## Trama
Olivier Bertin, un famoso e salottiero pittore, ha visto passare dal suo studio di Parigi le più belle donne dell'alta società. Fa il duro e si fa pagare molto i ritratti, quasi disprezzando queste donne, finché un giorno si innamora di Anne de Guilleroy, affascinato dalla sua grazia ed eleganza. La donna è figlia di un ricco mercante, ed è sposata con un deputato arricchito della piccola aristocrazia normanna, nonché madre di una bambina di sei anni. I due diventano amanti.
Dodici anni dopo i due stanno ancora insieme in una relazione clandestina, con lei che ha ancora paura di perderlo e lui che si è abituato a lei, ma senza che venga meno il fascino (e la civetteria) con il quale lei l'ha saputo legare a sé. La figlia della donna, Annette de Guilleroy, riappare dopo tre anni d'assenza totale e ora è diventata una bellissima ragazza di diciotto anni. Il pittore non riesce a levarle gli occhi da dosso e la paragona al ritratto che ha fatto della madre nei loro primissimi incontri, cominciando a notarne la somiglianza, anche nella voce, poi quasi innamorandosene. La prima ad accorgersene è la stessa Anne che nota come pure la figlia rivive la sua storia in un vortice di imitazione della madre e capriccio adolescenziale. Ma non riesce a scongiurare il pericolo e la passione tra i due sembra accendersi. Mentre cerca di vigilare sulla coppia, che evidentemente si ama sia pure d'amore platonico, Anne improvvisamente si sente invecchiare, ma si spegne anche la sua funzione di musa e lo stesso pittore ormai ha perso smalto, è iniziato il declino della propria creatività e anche i critici lo considerano obsoleto.
Turbato dalla madre e dalla figlia, a questo punto Olivier non sopporta più di vivere da solo e comincia a invidiare il marito di lei, sognando una vita familiare. Il suo amore segreto per la ragazza è diventato "irresistibile, distruttivo, più forte della morte", al punto che quando ha un incidente si dubita che se lo sia procurato. Ormai sta morendo e chiede ad Anne di distruggere le loro lettere e dimenticarsi di lui. Mentre le lettere bruciano nel camino, infine il pittore muore.

## Adattamenti
- Fort comme la mort (1982), film televisivo con Marina Vlady, Michel Vitold e Marie Wiart, diretto da Gérard Chouchan, scritto dal regista insieme a Jean-Louis Comolli.

## Edizioni italiane
- trad. anonima, Fratelli Treves, Milano, 1895
- trad. anonima, Peruzzo, Milano, 1896
- trad. anonima, Casa Ed. Italiana di A. Quattrini, Firenze, 1913
- trad. Giuseppe Piemontese, Minerva, Milano 1936
- trad. Oreste Del Buono, Rizzoli, Milano, 1950
- trad. Giorgio Monicelli, Mondadori, Milano, 1953
- trad. Gherardo Casini, Roma, 1965
- trad. Adalberto Cremonese, Garzanti, Milano, 1978
- trad. Attilio Scarpellini, Newton Compton, Roma, 1995